# Manx Grand Prix
El Manx Grand Prix ("Gran Premi de l'Illa de Man"), abreujat Manx GP o MGP, és una competició de motociclisme de velocitat que se celebra anualment des de 1923 a l'Illa de Man entre finals d'agost i començaments de setembre. Es pot considerar l'alternativa per als pilots amateurs al més conegut Tourist Trophy, del qual es diferencia entre altres coses per l'absència de curses de sidecars.
El Manx GP té lloc al famós circuit de muntanya de l'illa, el Mountain Course, al qual cal fer quatre voltes, cadascuna de 60,72 km (37,73 milles). La sortida es fa des de les cèlebres tribunes ("Grandstands") de la capital, Douglas. Igual que al Tourist Trophy, hi ha una cursa per a cadascuna de les classes o tipus de motocicleta previstes.

## Història
L'esdeveniment va començar el 1923 amb el nom de Manx Amateur Road Races ("MARC"), és a dir, "curses de motociclisme de velocitat amateurs de l'illa de Man". Aquesta competició es va celebrar fins al 1930, en què es va rebatejar com a Manx Grand Prix.
Una de les dificultats en la regulació d'aquesta competició ve donada per la definició d'"amateur", que es prestava a diferents interpretacions. Calia, doncs, revisar el reglament per tal que només poguessin participar-hi els pilots que no haguessin competit al Tourist Trophy, tret de les curses de motos d'època ("clàssiques").
L'entitat que organitza el Manx GP és el Manx Motorcycle Club i les regles s'inspiren en les de l'Auto-Cycle Union.

## Classes

### Motocicletes modernes
- Newcomer ("Nouvingut"). Per als qui participen per primera vegada al Manx GP, es tracta d'una classe exclusiva d'aquest esdeveniment. S'hi pot participar amb motocicletes la cilindrada de les quals no superi els 600 cc i, durant les sessions d'entrenaments, els pilots han de portar una jaqueta groga o carbassa. Els que s'hi inscriguin poden sol·licitar participar en curses d'altres classes, però en aquest cas la sol·licitud s'avalua i s'accepta o rebutja en funció del seu nivell d'experiència.

- Lightweight/Ultralightweight ("Lleuger/Ultralleuger"). Per a motocicletes amb una cilindrada de 125, 250 o 400 cc. Només les motocicletes de 250 cc de cilindrada amb motor de dos temps participen en la categoria "Lightweight", mentre que a la "Ultralightweight" hi corren plegades les motos de 125 cc amb motor de dos temps i les de 400 cc amb motor de quatre temps. A la pràctica, tot i que totes aquestes comencen en la mateixa sessió, es fan dues curses separades per raó dels diferents tipus i potència dels motors.

- Junior. Per a motos amb una cilindrada entre 200 i 750 cc. La majoria dels competidors hi participen amb motocicletes de quatre temps i quatre cilindres de 600 cc. Encara n'hi ha, però, que hi corren amb motos de 250 cc de dos temps. En aquest cas competeixen pel premi a la millor posició obtinguda per una moto de dos temps.

- Senior - És la cursa principal de tot l'esdeveniment.[4] S'hi pot participar amb motos de fins a 1.000 cc.

### Motocicletes d'època

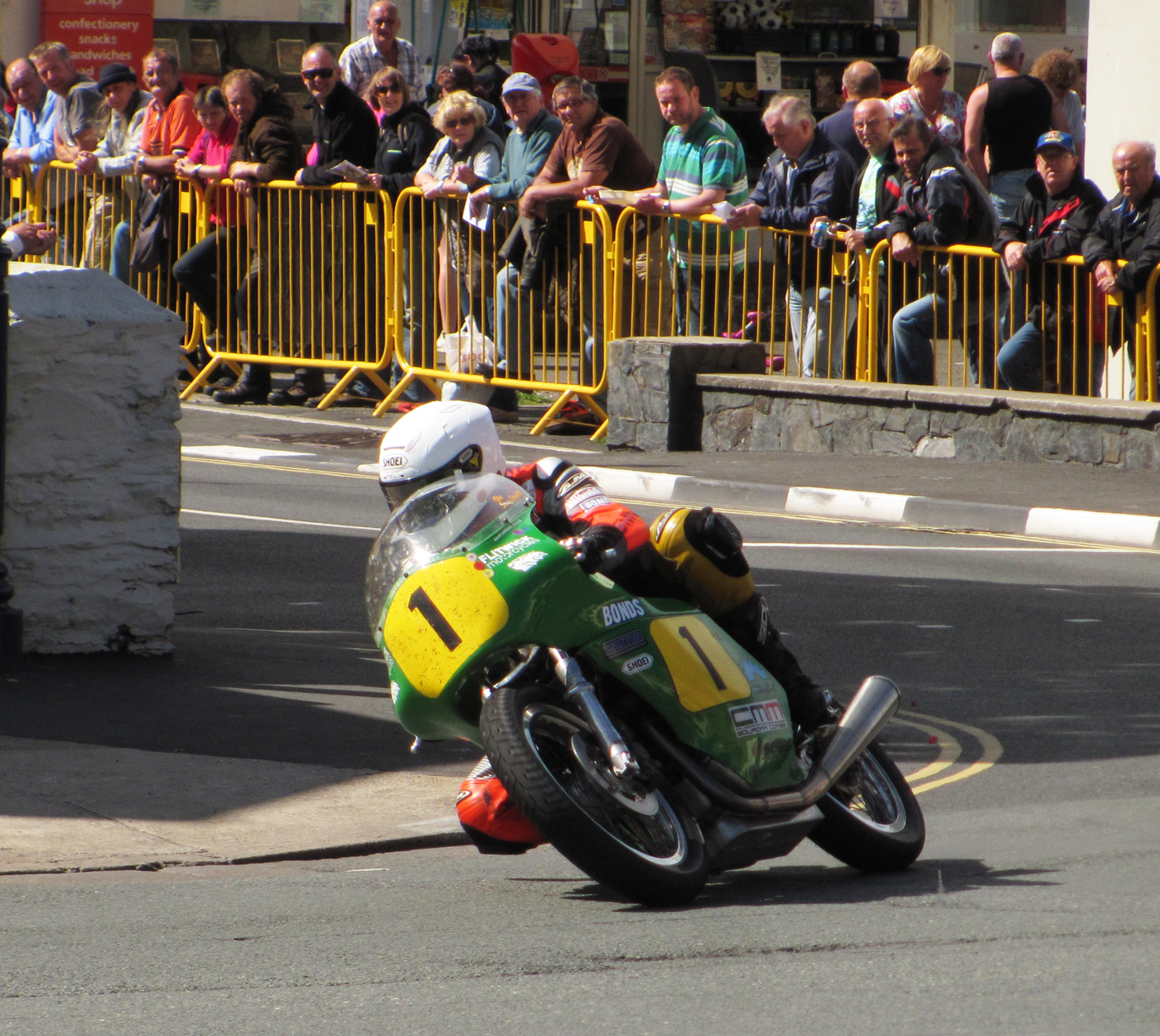
Motocicleta "clàssica" a la cursa del 2013

- Junior/Lightweight Classic. Per a motos d'època la cilindrada màxima de les quals no superi els 350 cc. S'elaboren dues classificacions diferents: "Junior" per als 350 cc i "Lightweight" per a motors de menys de 250 cc. A la cursa, però, les dues classes corren al mateix temps, tot i que la sortida de cada classe es fa de forma esglaonada.

- Senior Classic - És la classe més popular de la competició i el 2005 hi havia 105 participants. Per a motocicletes amb una cilindrada d'entre 350 i 500 cc. La majoria dels competidors en fan servir de 450 a 500 cc, les més habituals de les quals són les BSA, Norton, Ducati, Honda, Matchless, Seeley i Paton.

Tal com passa a la Newcomer, els participants d'aquestes dues classes també han de portar una jaqueta identificadora durant els entrenaments, en aquest cas, blanca.

## Entrenaments i curses

### Entrenaments
La primera setmana de l'esdeveniment està dedicada totalment als entrenaments (també anomenats "proves" o "assajos"). Els pilots tenen l'ocasió de familiaritzar-se amb el circuit i completar un nombre mínim de voltes a una velocitat que els permeti classificar-se per a la segona setmana. Els assajos sempre tenen lloc els dissabtes al vespre i després es fan durant els sis dies següents a partir del dilluns. Les carreteres per on corren, com passa també al Tourist Trophy, estan obertes al trànsit tot l'any i els comissaris les tanquen a les 6 de la tarda. Les proves comencen a 1/4 de set i acaben a 1/4 de nou, quan es reobren les carreteres. Les proves es divideixen en dos grups separats per classes: Classic i Ultralightweight en un grup i totes les altres en un altre. Cada grup disposa d'una hora aproximadament (de 18:15 a 19:10 i de 19:15 a 20:10) i cada dia de prova tots dos grups intercanvien horaris.

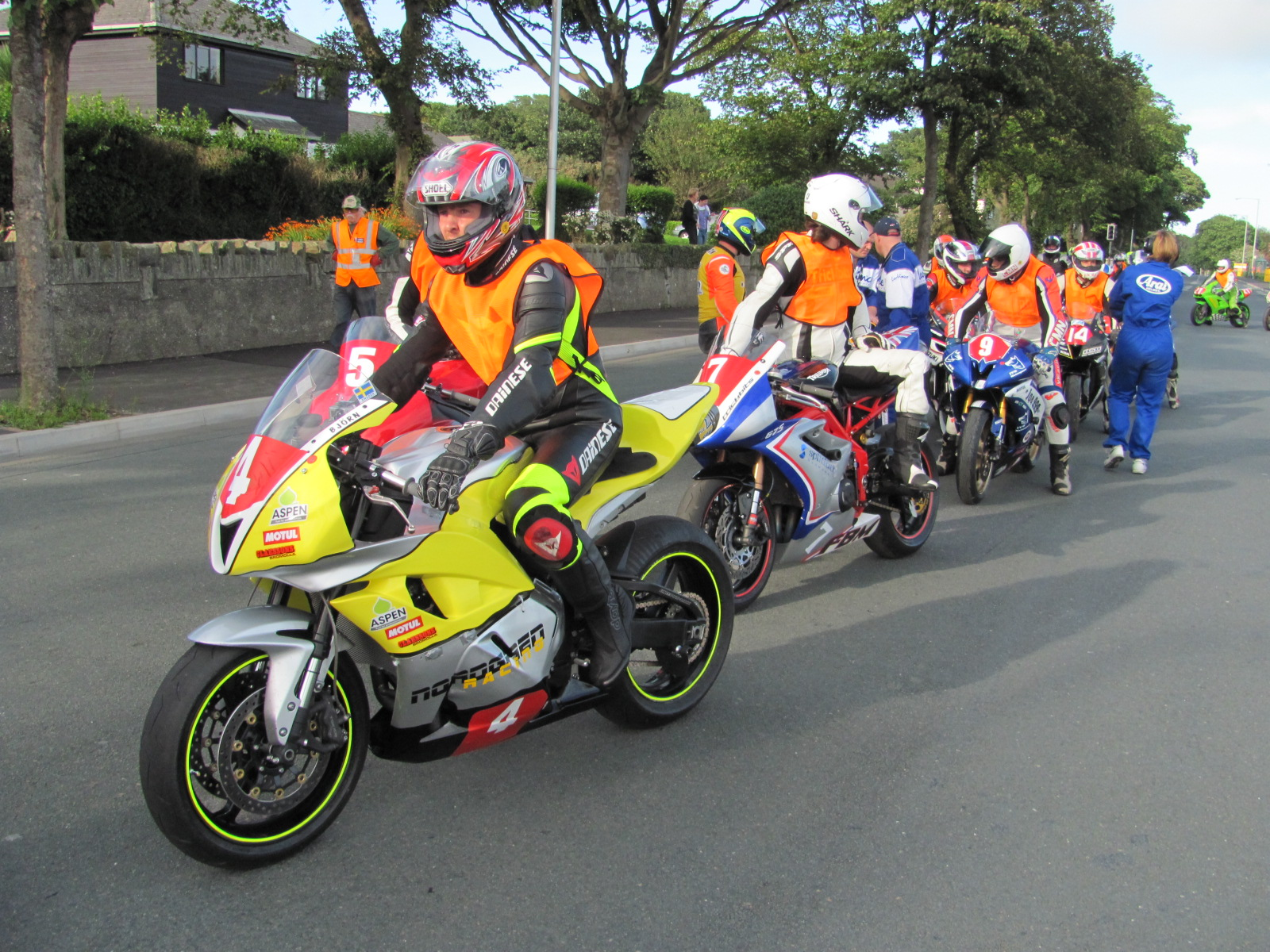
Volta controlada dels Newcomer el 2012

El primer vespre, els Newcomer fan un passeig a velocitat controlada acompanyats pels "Traveling Marshalls", és a dir, els vuit comissaris de la cursa que recorren regularment el traçat en moto i comproven si hi ha problemes. Tot seguit són lliures de córrer a la velocitat que vulguin. Les proves no es fan mai en diumenge i continuen fins i tot durant la setmana de les curses.

### Curses
Les curses comencen el dilluns de la segona setmana i segueixen un programa que es manté idèntic cada any: dues curses el dilluns, dues el dimecres i dues el divendres per tal que les sis classes puguin competir. Cada cursa consta de quatre voltes al circuit, cosa que fa un total de 242,88 km (150,92 milles). L'horari de sortida es fixa a 1/4 d'onze del matí per a la primera cursa i a 1/4 de dues per a la segona. En cas de mal temps la cursa es pot ajornar a un altre dia (dimarts o dijous) o bé se'n pot reduir el temps o la distància a recórrer. Antigament, també es feien curses després de divendres.
El calendari de curses preveu que el dilluns es corrin les curses de les classes Newcomer i Senior Classic, el dimecres les Junior/Lightweight Classic i Junior i el divendres, les Lightweight/Ultralightweight i Senior.

## Pilots
El Manx GP va ser el primer gran esdeveniment per a molts pilots que després es van fer coneguts internacionalment. En aquesta cursa hi van participar els futurs campions del món Geoff Duke i Phil Read o llegendes del Tourist Trophy com ara Joey Dunlop entre d'altres.

### Victòries per pilot
La taula següent mostra els guanyadors absoluts de la prova (incloent-hi els de l'antiga Manx Amateur Road Race, predecessora del Manx Grand Prix).

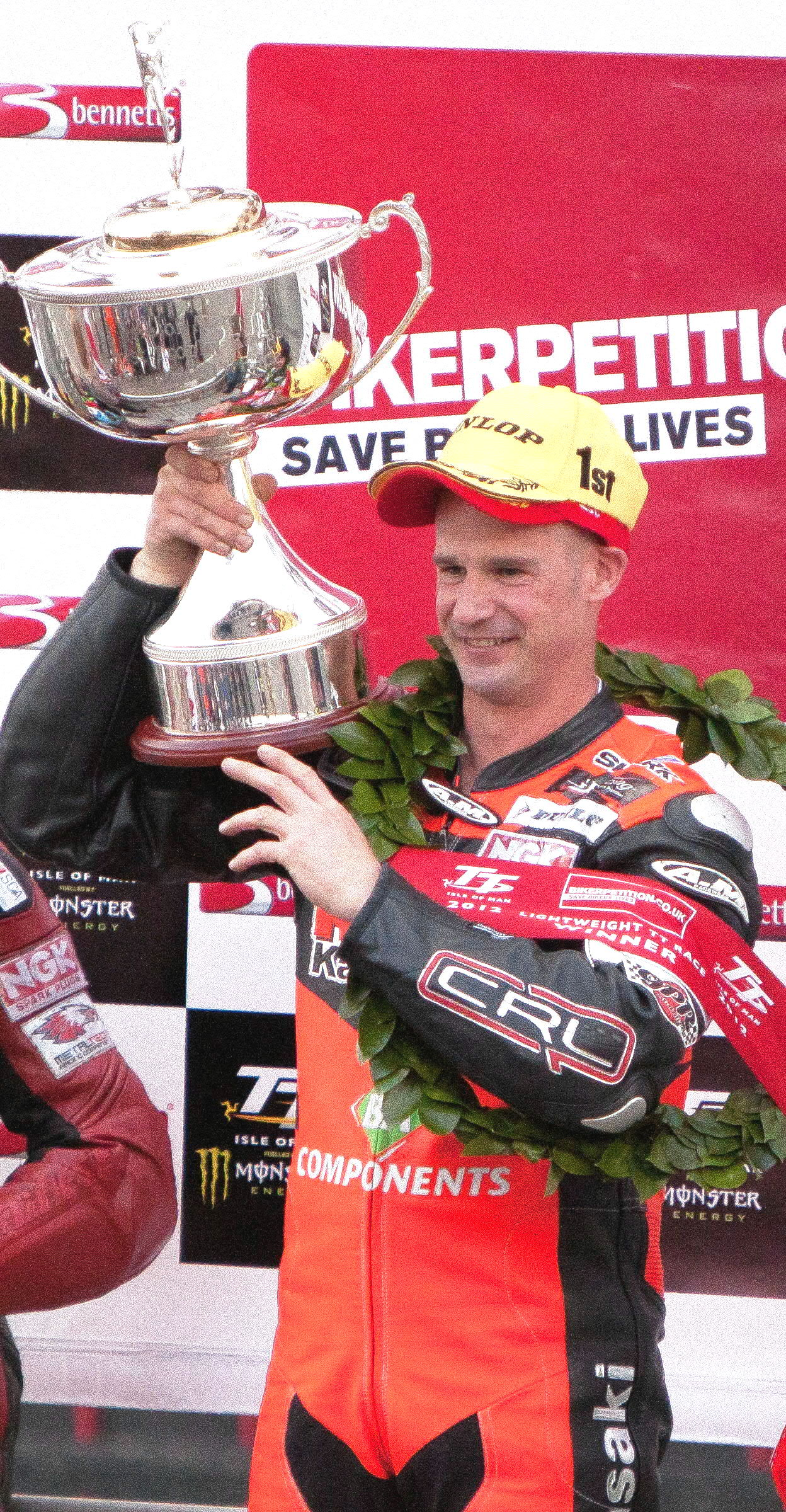
Ryan Farquhar, 10 vegades guanyador de la prova, al podi del TT de l'illa de Man del 2012

A 1 de novembre del 2023
| Pilot | Victòries |
| --- | --------- |
| Bob Heath | 11        |
| Ryan Farquhar, Roy Richardson | 10        |
| Bill Swallow | 9         |
| Denis Parkinson, Richard Swallow, Bob Jackson | 5         |
| Michael Dunlop, Austin Munks, Ewan Hamilton, Alan 'Bud' Jackson, Chris McGahan | 4         |
| Ken Bills, James Courtney, Michael Evans, Jason Griffiths, Dan Kneen, Ricky Mitchell, Chris Palmer, Doug Pirie, Dave Pither, Richard Quayle | 3         |
| Craig Atkinson, Gordon Blackley, Andrew Brady, Eric Briggs, Jimmy Buchan, Maurice Cann, James Courtney, Don Crossley, Barry Davidson, Tony Duncan, Chris Fargher, Jack Findlay, Alan Holmes, Tim Hunt, Tom Knight, Norman Kneen, Eric Lea, George Lindsay, Oliver Linsdell, Phillip McCallen, Dave Milling, Bernard Murray, Len Randles, Michael Russell, Craig Ryding, Dan Sayle, Martin Sharpe, Michael Sweeney, Geoff Tanner, Malcolm Uphill, Brian Venables, Clive Watts, Barry Wood, Buddy Yeardsley, Nathan Harrison | 2         |
| Rex Adams, Dave Arnold, Mark Baldwin, Brian Ball, Adam Barclay, Nigel Barton, Nigel Beattie, Simon Beck, Gavin Bell, George Bell, Peter Bell, Alan Bennallick, Dave Bennett, Alan Bennie, Gordon Blackley, Ellis Boyce, Colin Breeze, Derek Brien, Dave Broadhead, Clive Brown, George Buchan, Graham Cannell, Phil Carpenter, John Carr, Gary Carswell, Mike Casey, Alan Cooper, Paul Corrin, George Costain, Dennis Craine, Eddie Crooks, Dickie Dale, Harold Daniell, Gordon Daniels, Peter Darvill, Snuffy Davies, Nigel Davies, Robin Dawson, Tom Dickie, Wayne Dinham, Tommy Diver, H.G. Dobbs, Chris Dowling, Paul Duckett, Robin Duffy, Geoff Duke, Robert Dunlop, Samuel Dunlop, Joe Dunphy, Derek Ennett, Dave East, Michael (Miggy) Evans, Bob Farmer, Gordon Farmer, Derek Farrant, John Findlay, Frank Fox, Freddie Frith, Elwyn Fryer, Simon Fulton, Alex George, Phil Gilder, Norman Gledhill, Grant Goodings, Seamus Green, Selwyn Griffiths, Billy Guthrie, Rod Harris, Phil Haslam, Paul Harbinson, Bob Hayes, Steve Hazlett, Russ Henley, Dave Hickman, Jamie Hodson, Rob Hodson, Chris Hook, Ken Huggett, Dave Hughes, Paul Hunt, Alan Jackson, Bud Jackson, Nick Jefferies, Griff Jenkins, Geoff Johnson, Ross Johnson, Dave Johnston, Gordon Keith, Neil Kent, Wayne Kirwan, Mike Kneen, Tom Knight, Steve Kuenne, Con Law, Gavin Lee, George Linder, Darran Lindsay, Joe Lindsay, Gary Linham, Ernie Lyons, Dave Madsen-Mygdal, Tim Maher, Cromie McCandless, Bob McIntyre, Sam McClements, Philip McGurk, Stephen McIlvenna, Sean McStay, Harry Meageen, Ernie Merrill, Peter Middleton, Ned Minihan, Donald Mitchell, Dave Moffitt, Dave Montgomery, Nigel Moore, Davy Morgan, Ian Morris, Steve Moynihan, J.M.Muir, Ian Newton, Dave O'Leary, Alan Oversby, Mark Parrett, Len Parsons, Cliff Patterson, Ian Patterson, Dave Pither, Gary Radcliffe, Steve Rae, Brian Raynor, Phil Read, Paddy Reid, Frank Reynolds, Peter Richardson, Roy Richardson, Kevin Riley, Eddie Roberts, Nigel Rollason, Peter Romaine, Andrew Soar, Carolynn Sells, Martin Sharpe, Alan Shepherd, Robin Sherry, Danny Shimmin, Dave Silvester, John Simpson, Mick Skene, Billy Smith, Stephen Smith, Alan Steele, Matt Stevenson, Keith Stewart, Steve Sturrock, Ralph Sutcliffe, Roger Sutcliffe, James Kelly Swanston, Chris Collard, Peter Symes, Keith Taylor, Keith Townsend, Les Trotter, Peter Turnball, Nick Turner, Steve Ward, Ernie Washer, Tom Weeden, John Wetherall, Charlie Williams, David Williams, Steve Williams, J H 'Crasher' White, Frank Whiteway | 1         |